# King (film)
King is een Franse avonturenfilm uit 2022, geregisseerd door David Moreau.

## Verhaal
Een leeuwenwelp afkomstig uit de handel in exotische dieren wordt door de douane van Orly in een koffer aangetroffen. Nadat hij is ontsnapt, zoekt hij zijn toevlucht in het huis in de buitenwijk waar de 12-jarige Inès en haar broer Alex wonen. Inès, een ietwat ongebruikelijk jong meisje, wil het leeuwenwelpje terugbrengen naar Afrika. Haar broer, geobsedeerd door haar populariteit, ziet het als een goede kans om een ster op sociale media te worden. Al snel beseffen de twee dat ze niets zullen bereiken zonder de hulp van een volwassene en besluiten ze hun grootvader, die ze maar een keer in hun leven hebben ontmoet, uit zijn bejaardentehuis te halen.

## Rolverdeling
| Acteur                   | Personage    |
| ------------------------ | ------------ |
| Gérard Darmon            | Max          |
| Lou Lambrecht            | Inès         |
| Léo Lorléac'h            | Alex         |
| Thibault de Montalembert | Paul Sauvage |
| Clémentine Baert         | Louise       |
| Artus                    | Thomas       |
| Marius Blivet            | Hugo Sauvage |
| Laurent Bateau           | Martin       |
| Vanessa David            | Chaussin     |

## Prijzen en nominaties
| Jaar | Prijs             | Categorie                                                    | Genomineerde(n)   | Uitslag     |
| ---- | ----------------- | ------------------------------------------------------------ | ----------------- | ----------- |
| 2022 | Reel Music Awards | Best Original Score for an Action/Adventure/Thriller Feature | Guillaume Roussel | Genomineerd |